# Захаров, Николай Андреевич
Николай Андреевич Захаров (29 марта 1918 — 30 ноября 1994) — советский хозяйственный, государственный и политический деятель, Герой Социалистического Труда (1976).

## Биография
Родился 29 марта 1918 года в селе Козловка. Член ВКП(б).
С 1935 года — на хозяйственной, общественной и политической работе. В 1935—1980 гг. — колхозник, участник Великой Отечественной войны, председатель колхоза имени Ленина Балашовского района Саратовской области.
Указом Президиума Верховного Совета СССР от 23 декабря 1976 года присвоено звание Героя Социалистического Труда с вручением ордена Ленина и золотой медали «Серп и Молот».
Избирался депутатом Верховного Совета РСФСР 8-го и 9-го созывов.
Умер 30 ноября 1994 года.